# Bischofsdhron
Bischofsdhron ist ein Dorf und Ortsbezirk der verbandsfreien Gemeinde Morbach im Hunsrück in Rheinland-Pfalz. Er hat etwa 850 Einwohner (2019).

## Geographie
Der Ort liegt am Fuße des Idarwaldes. Die junge Dhron fließt am Ort entlang. Zu Bischofsdhron gehört auch der Wohnplatz Emmerichs-Mühle. Nachbarorte sind die Morbacher Gemeindeteile Hundheim im Norden, Morbach im Südwesten und Wenigerath im Nordwesten.

## Geschichte
Der Ort wird erstmals 1277 als Dhroyne urkundlich erwähnt. Es gehörte zu Kurtrier.
Das Linke Rheinufer wurde 1794 im ersten Koalitionskrieg von französischen Revolutionstruppen besetzt. Von 1798 bis 1814 war Bischofsdhron ein Teil der Französischen Republik (bis 1804) und anschließend des Napoleonischen Kaiserreichs, zugehörig dem Saardepartement. Auf dem Wiener Kongress (1815) kam die Region an das Königreich Preußen, der Ort wurde 1816 dem Regierungsbezirk Trier, Bürgermeisterei Morbach (ab 1927 Amt Morbach, ab 1968 Verbandsgemeinde Morbach) zugeordnet.
Nach dem Ersten Weltkrieg gehörte das Gebiet zum französischen Teil der Alliierten Rheinlandbesetzung. Nach dem Zweiten Weltkrieg wurde Bischofsdhron innerhalb der französischen Besatzungszone Teil des damals neu gebildeten Landes Rheinland-Pfalz.
Am 31. Dezember 1974 wurde aus der bis dahin eigenständige Ortsgemeinde Bischofsdhron mit zu diesem Zeitpunkt 569 Einwohnern, und den anderen 18 Ortsgemeinden der Verbandsgemeinde Morbach die verbandsfreie Gemeinde Morbach (Einheitsgemeinde) gebildet.
In den 1980er Jahren wurde am Ortsrand Bischofsdhrons die erste Fußball-Jugendschule Deutschlands eröffnet, an der unter anderem Wolfgang Overath und Uwe Seeler unterrichteten. Heute wird die Anlage als Freizeitzentrum Idarwald genutzt.

## Politik

### Ortsbezirk
Bischofsdhron ist gemäß Hauptsatzung einer von 19 Ortsbezirken der Gemeinde Morbach. Er wird politisch von einem Ortsbeirat und einem Ortsvorsteher vertreten.
Der Ortsbeirat von Bischofsdhron besteht aus elf Mitgliedern, die bei der Kommunalwahl am 9. Juni 2024 in einer Mehrheitswahl gewählt wurden, und dem ehrenamtlichen Ortsvorsteher als Vorsitzendem.
Frank Leis wurde am 20. August 2019 Ortsvorsteher von Bischofsdhron. Bei der Stichwahl am 16. Juni 2019 hatte er sich mit einem Stimmenanteil von 59,70 % gegen seinen Vorgänger Christian Köhler durchgesetzt, nachdem bei der Direktwahl am 26. Mai keiner der ursprünglich drei Bewerber eine ausreichende Mehrheit erreicht hatte. Bei der Direktwahl am 9. Juni 2024 wurde er als einziger Bewerber mit 74,81 % für weitere fünf Jahre in seinem Amt bestätigt.

### Wappen
Das Wappen des Ortes zeigt auf blauem Hintergrund im Schildfuß einen silbernen Wellenbach über dem sich eine reichverzierte, silberne Mitra – die feierliche Kopfbedeckung der Bischöfe – befindet. Der Wellenbach symbolisiert die Dhron, die Mitra verweist auf den Einfluss Balduins von Luxemburg und den Namen des Ortes.

## Sehenswürdigkeiten
Siehe auch: Liste der Kulturdenkmäler in Morbach
- Pfarrhaus, erbaut 1760